# Маита бинт Мохаммед Аль Мактум
Маита бинт Мохаммед ибн Рашид Аль Мактум (род. 5 марта 1980, Дубай) — принцесса ОАЭ, спортсменка: каратистка, тхэквондистка и игрок в поло.

## Семья
Она является дочерью шейха Мохаммеда ибн Рашида Аль Мактума, вице-президента и премьер-министра ОАЭ и эмира Дубая. Её мать — алжирка, Хурия Ахмед Ламара. В декабре 2015 года отец назначил её членом правления Global Initiative Foundation.

## Спортивная карьера
В 2000 году она начала свою карьеру в боевых искусствах. На Панарабских играх 2004 года она выиграла соревнования по карате в весовой категории до 65 кг и стала первой женщиной из ОАЭ, выигравшей международный спортивный турнир.
Представляла ОАЭ на Азиатских играх 2006 года, она выиграла серебряную медаль в соревнованиях по карате среди женщин в категории свыше 60 кг.
На Панарабских играх 2007 года в Каире она выиграла ещё одну золотую медаль.
В марте 2008 года Олимпийский комитет ОАЭ объявил об участии принцессы Маиты в летних Олимпийских играх 2008 года. Она также стала первой женщиной-знаменосецм ОАЭ на Олимпиаде. Она участвовала в соревнованиях по тхэквондо в категории до 67 кг.
В марте 2011 года принцесса Маита участвовала в женском чемпионате Персидского залива в Абу-Даби и выиграла золотую медаль по тхэквондо.
Принцесса Маита начала играть в женское поло в возрасте 32 лет. Она сменила вид спорта, поскольку травмы мешали ей продолжить занятия боевыми искусствами.
Она участвовала со своей командой в IFZA Silver Cup 2021 и вышла в полуфинал. На турнирах Polo Masters Cup 2021 и Dubai Polo Challenge 2021 принцесса Маита привела команду ОАЭ к победе.

## Награды и титулы
В 2007 году принцесса Маита была названа арабской спортсменкой года за серебряную медаль на Азиатских играх 2006 года.
В декабре 2007 года она была первой арабской женщиной, получившей награду World Fair Play Award в Париже, Франция.
В 2008 году она заняла 17-е место в списке «20 самых горячих молодых членов королевских семей», составленном журналом Forbes.